# Život kočky
Život kočky (v originále Une vie de chat) je francouzsko-nizozemsko-belgicko-švýcarský animovaný film z roku 2010, který režírovali Alain Gagnol a Jean-Loup Felicioli. Film měl světovou premiéru na filmové festivalu Ciné-Jeune v Saint-Quentin dne 15. října 2010.

## Děj
Kočka jménem Dino vede dvojí život. Dny tráví se Zoé, dcerou policejní komisařky Jeanne, ale v noci doprovází zloděje Nica po střechách Paříže. Zatímco komisařka vyšetřuje noční vloupání, další zločinec Victor Costa, unese malou holčičku.

## Dabing postav
| Dominique Blancová | Jeanne       |
| Bruno Salomone     | Nico         |
| Jean Benguigui     | Victor Costa |
| Bernadette Lafont  | Claudine     |
| Bernard Bouillon   | Lucas        |
| Jacques Ramade     | pan Bébé     |
| Patrick Descamps   | člen bandy   |
| Patrick Ridremont  | člen bandy   |

## Ocenění
- César: nominace na nejlepší animovaný film
- Evropské filmové ceny: nominace na nejlepší animovaný film
- Oscar: nominace na nejlepší animovaný celovečerní film